# Soledad O'Brien
María de la Soledad Teresa O'Brien (født 19. september 1966) er en amerikansk tv-journalist. Hun er pt. vært på CNN Special Investigations Unit på CNN, og er nok bedst kendt for at være hovedvært på CNN American Morning fra juli 2003 til 3. april 2007, med Miles O'Brien; deres fælles efternavn er en tilfældighed.

## Reference
1. ↑  Navnet er anført på engelsk og stammer fra Wikidata hvor navnet endnu ikke findes på dansk.
2. ↑  Edelhart, Courtenay (2005-10-24). "CNN's O'Brien embraces her own diversity". Indianapolis Star. Arkiveret fra originalen den 24. december 2005. Hentet 2006-04-02.{{cite news}}:  CS1-vedligeholdelse: Uegnet url (link)[]
3. ↑   "Anchors & Reporters Soledad O'Brien". Hentet 2007-04-22.